# Вила Сан Секондо
Вѝла Сан Секо̀ндо (на италиански: Villa San Secondo; на пиемонтски: Vila San Sgond, Вила Сан Съгонд) е село и община в Северна Италия, провинция Асти, регион Пиемонт. Разположено е на 287 m надморска височина. Населението на общината е 402 души (към 2014 г.).